# دراسات على قومية السامي
منذ السنوات الأولى من البحث الجيني، استحوذ شعب سامي على اهتمام العلماء. تنتمي لغات سامي إلى عائلة اللغات الأورالية في أوراسيا.
لا تزال أصول سيبيريا مرئية في السامي والفنلنديين وغيرهم من السكان من عائلة اللغة الفنلندية الأوغرية .
تم جمع العينات الجينية التي تمت مقارنتها في الدراسة من عظام بشرية تم العثور عليها في مدفن عمره 3500 عام في شبه جزيرة كولا وموقع دفن في بحيرة يبلغ عمره 1500 عام في Levänluhta في جنوب Ostrobothnia بفنلندا. احتوت جميع العينات على جينات سيبيريا متطابقة.

## أنظر أيضا
- التاريخ الجيني لأوروبا
- مجموعات هابلوغرام Y-DNA حسب المجموعات العرقية